# Макс Дальбан
Макс Дальбан (фр. Max Dalban; уроджений: Рене Ансельм Юе фр. René Anselme Huet нар. 27 травня 1908, Париж, Франція — пом. 9 лютого 1958) — французький актор.

## Фільмографія
| Рік  |   | Українська назва             | Оригінальна назва             | Роль                              |
| ---- | - | ---------------------------- | ----------------------------- | --------------------------------- |
| 1958 | ф | Це провина Адама             | C'est la faute d'Adam         | Жан-Лу                            |
| 1957 | ф | Я повернусь до Кандари       | Je reviendrai à Kandara       | носій газет                       |
| 1957 | ф | Друг сім'ї                   | L'Ami de la famille           | епізодична роль                   |
| 1956 | ф | Це прокляте дівчисько        | Cette sacrée gamine           | епізодична роль                   |
| 1955 | ф | Якби нам розповіли про Париж | Si Paris nous était conté     | Жюль Вілле                        |
| 1955 | ф | Нестерпний пан Базіка        | L'Impossible Monsieur Pipelet | клієнт який шукає тренажерний зал |
| 1954 | ф | Французький канкан           | French Cancan                 | власник кав'ярні                  |
| 1952 | ф | Нічні красуні                | Les Belles de nuit            | епізодична роль                   |
| 1952 | ф | Суд Божий                    | Le Jugement de Dieu           | м'ясник                           |
| 1951 | ф | П'ємонт у Парижі             | Piédalu à Paris               | Етьєн                             |
| 1946 | ф | Ідеальна пара                | Le Couple idéal               | друг Анрі                         |
| 1946 | ф | Паніка                       | Panique                       | Капулад                           |
| 1943 | ф | Полковник Шабер              | Le Colonel Chabert            | епізодична роль                   |
| 1939 | ф | Відок                        | Vidocq                        | епізодична роль                   |
| 1938 | ф | Мальтійський будинок         | La Maison du Maltais          | товариш Шервена                   |
| 1937 | ф | Алібі                        | L'Alibi                       | інспектор                         |
| 1936 | ф | Бунтівники з Ельсінора       | Les Mutinés de l'Elseneur     | Том Спінк                         |
| 1933 | ф | Шотар і Компанія             | Chotard et Cie                | управитель крамниці Шотара        |
| 1932 | ф | Будю, врятований з води      | Boudu sauvé des eaux          | ґодін                             |
| 1931 | ф | Сука                         | La Chienne                    | Бернар, колега Леґранда           |
| 1928 | ф | Турнір у місті               | Le Tournoi dans la cité       | капітан охорони                   |
| 1928 | ф | Ледар                        | Tire-au-flanc                 | солдат                            |